# Olof Marsja
Hans Olof Marsja, född 23 april 1986 i Gällivare, är en svensk skulptör som bor och är verksam i Göteborg. Han är bror till Erik Marsja.
Olof Marsja växte upp i Malmberget och Luleå. Han utbildade sig vid Konstfack 2014 - 2017. Han har haft separatutställningar på, bland annat, Triple 4 Gellry Nevven, Göteborg, Havremagasinet i Boden och deltagit i grupputställningar på Göteborgs Konstmuseum, Råneåbiennalen, Råneå; Barklund & CO, Stockholm.
Olof Marsja fick Maria Bonnier Dahlins stipendium 2019 och Sten A. Olssons Stiftelse för Forskning och Kultur 2023.